# Ray Thomas
Ray Thomas (Stourport-on-Severn, 29 december 1941 – 4 januari 2018), bijnaam Tomo, was een Brits muzikant, die vooral bekend is geworden als degene die de blaasinstrumenten bespeelde in The Moody Blues. Voor deze band schreef hij ook een aantal liedjes. Doordat hij veel fluitpartijen inspeelde, waaronder voor "Nights in White Satin" (1967), werd zijn bijnaam The Flute. Maar hij bespeelde ook hobo, saxofoon en fagot.

## Biografie
Al in de jaren 50 van de 20e eeuw begon Thomas met muziek; als koorknaap in het Birmingham Youth Choir. Daarna begon hij ook blues en soul te zingen in diverse groepjes uit Birmingham en omgeving, waaronder Saints and Sinners en Ramblers. Zang was alleen niet voldoende en hij leerde mondharmonica spelen (destijds een erg populair instrument, zie Bob Dylan). Rond die tijd leerde hij toetsenist Mike Pinder kennen. De eerste faam kregen ze als El Riot and the Rebels (met John Lodge) en de Krew Cats, met wie hij ooit het voorprogramma in Hamburg verzorgde voor de destijds nog onbekende Beatles. Na diverse jaren pikten Thomas en Pinder drie nieuwe musici op en vormden The Moody Blues; die musici waren gitarist Denny Laine, basgitarist Clint Warwick en drummer Graeme Edge. Al na het eerste redelijk succesvolle album The Magnificent Moodies met nummer 1-hitsingle "Go Now!" vertrokken Laine en Warwick en werden vervangen door Justin Hayward en John Lodge. In die samenstelling werd een aantal zeer succesvolle albums uitgebracht in de progressieve rock. Thomas was degene die meestal de romantische liedjes voor zijn rekening nam. Zijn stemgeluid is zeer herkenbaar door een haast klassieke en gedragen klank, die past in zijn liedjes, maar ook prima kleurt met de wat meer rockachtige stemmen van Hayward en Lodge.
In 1972 kwam The Moody Blues' negende album Seventh Sojourn uit. In de videoclip van de single "I'm Just a Singer (In a Rock and Roll Band)" staat Thomas saxofoon te spelen. Echter, volgens Pinder was dat alleen voor de show; bij de plaatopname heeft Thomas geen saxofoon gespeeld. Na de opnames van het album en de bijbehorende tournee was de rek eruit bij de vijf Moodies en men nam een sabbatical. Tussen Seventh Sojourn en Octave (1978) namen de bandleden soloalbums op. Thomas maakte er twee, die vlak achter elkaar werden uitgegeven op Threshold Records, het platenlabel van de Moodies. Na een aantal jaren rust met de Moodies pakte de groep toch weer de draad op en bracht Octave uit, een album dat veel lichter klinkt dan zijn voorganger. Pinder was het daarmee niet eens en vertrok. Thomas verloor hier dus een van zijn maatjes en componist van de wat zwaardere filosofische kant van de Moodies.
Van Ray Thomas wordt verondersteld dat hij het ultieme Moody Blues-nummer "Veteran Cosmic Rocker" heeft geschreven, afkomstig van het album Long Distance Voyager (1981). Het is een typisch Moodies-nummer en een haast autobiografisch nummer. Het bevat alle factoren, waar de punkbeweging toen tegenaan schopte; een lang nummer, instrumentale soli, gedragen zang, georkestreerd en een mondharmonicasolo; dat was toen allemaal uit de tijd.
Daarna nam het belang van Thomas' bijdragen af. "Celtic Sonant" van het album Keys of the Kingdom (1991) viel wel weer op. Verder mag genoemd worden "Little Lovely" op het album Strange Times (1999). Voor de rest dreef The Moody Blues voornamelijk op Hayward en Lodge. Voor de opnamen van het album December in 2002 is Thomas gestopt omdat hij leed aan cerebellaire ataxie, een aandoening aan de kleine hersenen die leidt tot neurologische coördinatiestoornissen. Dit maakte het onmogelijk om nog op te treden en om die reden besloot Thomas met "pensioen" te gaan. In september 2013 was de diagnose prostaatkanker geconstateerd. Het kon niet geopereerd worden maar werd succesvol onderdrukt met medicijnen.
Thomas overleed op 4 januari 2018 op 76-jarige leeftijd. Er werd geen doodsoorzaak vermeld.

## Albums
- 1975: From Mighty Oaks
- 1976: Hopes, Wishes and Dreams

- Bibsys: 7054176
- Biblioteca Nacional de España: XX1225093
- Bibliothèque nationale de France: cb14016401t (data)
- Gemeinsame Normdatei: 1150188596
- International Standard Name Identifier: 0000 0000 8922 4908
- Library of Congress Control Number: n95091366
- MusicBrainz: 98d71fda-06f5-4127-a660-ccb1b811b1f0
- Nederlandse Thesaurus van Auteursnamen: 101022735
- Virtual International Authority File: 107544530
- WorldCat: E39PBJfxbt3w7Jm6wpRX8Bbrv3